# Malvoisie (cépage)

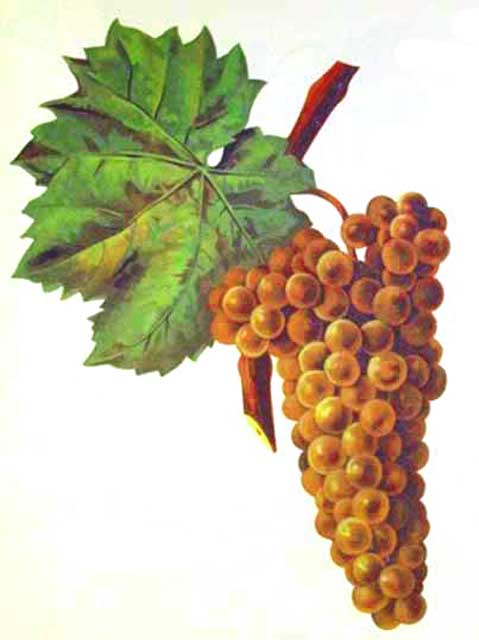
Malvoisie

Malvoisie (en grec moderne : Μονεμβασία) est le nom donné à un groupe de cépages d'origine, traditionnellement de la région méditerranéenne.

## Origine
Il tire son nom de la ville Monemvasia, construite sur un promontoire rocheux et comptoir commercial vénitien de 1470 à 1540 et de 1690 à 1715, ville située dans la région de Laconie, au Péloponnèse.

## Histoire
Érigée en forteresse, Monemvasia est aménagée d'un port d'où partent les navires de la Sérénissime, aux cales chargées de vins grecs appelés malvasia, vers les principaux ports de Méditerranée et d'Europe du Nord. Aux XVIe et XVIIe siècles, son commerce connaît un tel essor qu'il devient un des vins les plus célèbres d'Europe. Après la conquête par les Turcs des territoires vénitiens en Grèce, sa culture se diffuse rapidement, particulièrement en Italie, puis dans les autres pays d'Europe du Sud.
Dans l'ancienne terminologie du commerce des vins vénitiens, l'appellation malvasia désignait aussi bien le cépage d'origine que différents vins grecs. À Venise, de nombreuses auberges affichaient sur leur façade l'enseigne de Malvasia. Ce terme se retrouve encore aujourd'hui dans la toponymie vénitienne avec le ponte della Malvasia et dans le quartier de San Lio, la Calle della Malvasia.

## Appellations et cépages par pays

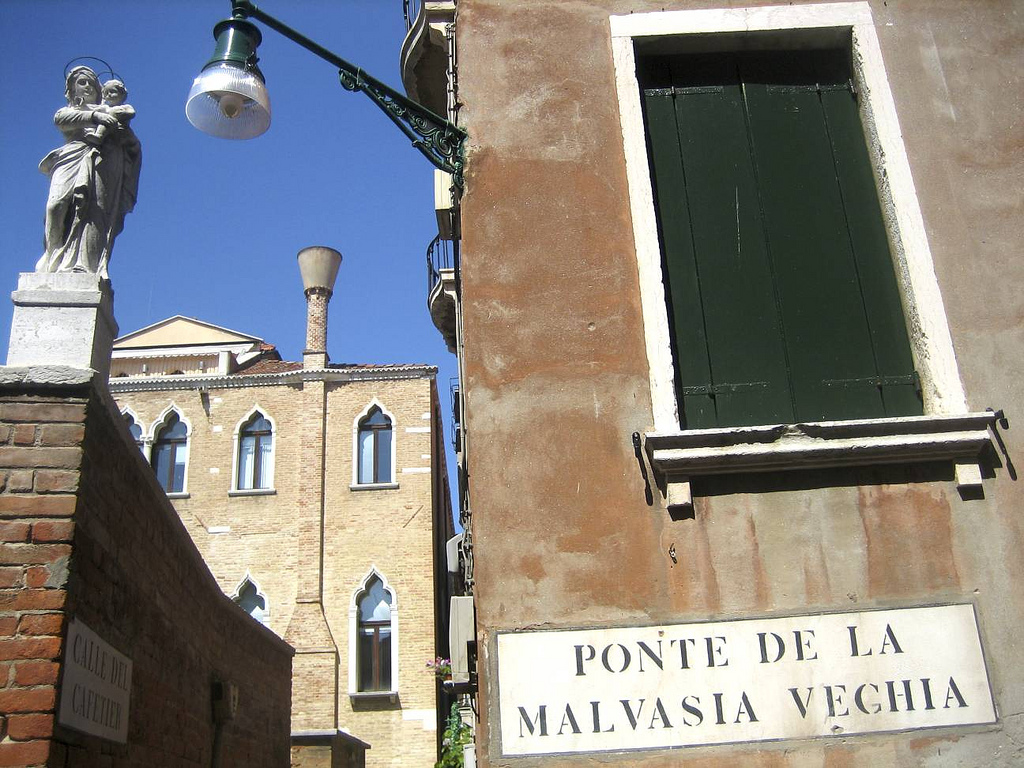
Nizioleto toponymique de Venise se référant au malvasia.

### Autriche
- Malvasier (sud Tyrol) (cépage Savagnin).

### Espagne
- Malvasía rosada (es) ;
- Malvasia de Sitges : sa culture réduite à quelques hectares, il est recensé dans la base de données de l'Arche du goût ;
- Malvasia de Lanzarote : technique de culture sèche (arenado).

### France
D'après Terroirs et cépages du domaine du Quarteron :
- Bourboulenc (Vallée du Rhône) ;
- Clairette (Vallée du Rhône) ;
- Macabeu (Languedoc-Roussillon) ;
- Muscadelle (Gironde) ;
- Vermentinu (Corse) ;
- Rolle (Provence) ;
- Malvoisie à gros grains (cépage Vermentino) ;
- Malvoisie de Chautagne (cépage Velteliner précoce) ;
- Malvoisie de Chindrieux (cépage Velteliner rouge précoce) ;
- Malvoisie de Lasseraz (cépage Velteliner rouge précoce) ;
- Malvoisie des Pyrénées orientales (cépage Tourbat) ;
- Malvoisie de Touraine (cépage Pinot gris) ;
- Malvoisie du Roussillon (cépage Tourbat) ;
- Malvoisie noire (cépage de cuve indéterminé, rencontré dans le Lot, à Vire-sur-Lot, et retrouvé sous le nom de Cabreton rouge 3 dans le vignoble des sables landais et de Sémillon rouge à Saint-Vincent-de-Pertignas, en Gironde ;
- Malvoisie des coteaux-d'ancenis (cépage pinot gris).

### Italie

#### Malvasia (raisins blancs)
- Malvasia bianca ;
- Malvasia bianca di Basilicata ;
- Malvasia bianca di Candia ;
- Malvasia bianca Lunga ;
- Malvasia di Candia aromatica ;
- Malvasia Istriana ;
- Malvasia del Lazio ;
- Malvasia di Lipari ;
- Malvasia di Sardegna.

#### Malvasia (raisins noirs)
- Malvasia di Casorzo ;
- Malvasia di Schierano ;
- Malvasia nera di Basilicata ;
- Malvasia nera di Brindisi ;
- Malvasia nera di Lecce ;
- Malvasia nera Lunga.

### Portugal
- Malvasia fina ;
- Malvasia candida, dit aussi Malmsey de Madère ;
- Malvasia rei ;
- Malvasia corada ;
- Malvasia da Trincheira.

### Suisse
- Malvoisie du Valais (cépage Pinot gris).

### Divers
Il est appelé Malvasier dans les pays germanophones, Malvazija et Malvazia dans les pays d'Europe de l'Est.